# H. Guillemin & Cie
H. Guillemin & Cie war ein französischer Hersteller von Automobilen.

## Unternehmensgeschichte
Das Unternehmen aus Courbevoie begann 1904 mit der Produktion von Automobilen. Der Markenname lautete Guy. Laut einer Quelle wurde zwischen 1906 und 1908 auch der Markenname Guillemin verwendet. 1909 übernahm E. Nicolas & Cie das Unternehmen und verwendete als Markennamen Le Gui.

## Fahrzeuge
1904 erschien das Vierzylindermodell 7 CV. 1906 folgten das Modell 9 CV sowie das Modell 11 CV mit einem Einbaumotor von Buchet mit 942 cm³ Hubraum. 1908 erschienen Vierzylindermodelle mit 1800 cm³, 2000 cm³, 3100 cm³ und 5500 cm³ Hubraum, die neben anderen mit Motoren von Barriquand & Marre ausgestattet waren.